# Jean Schaaf

Jean Schaaf

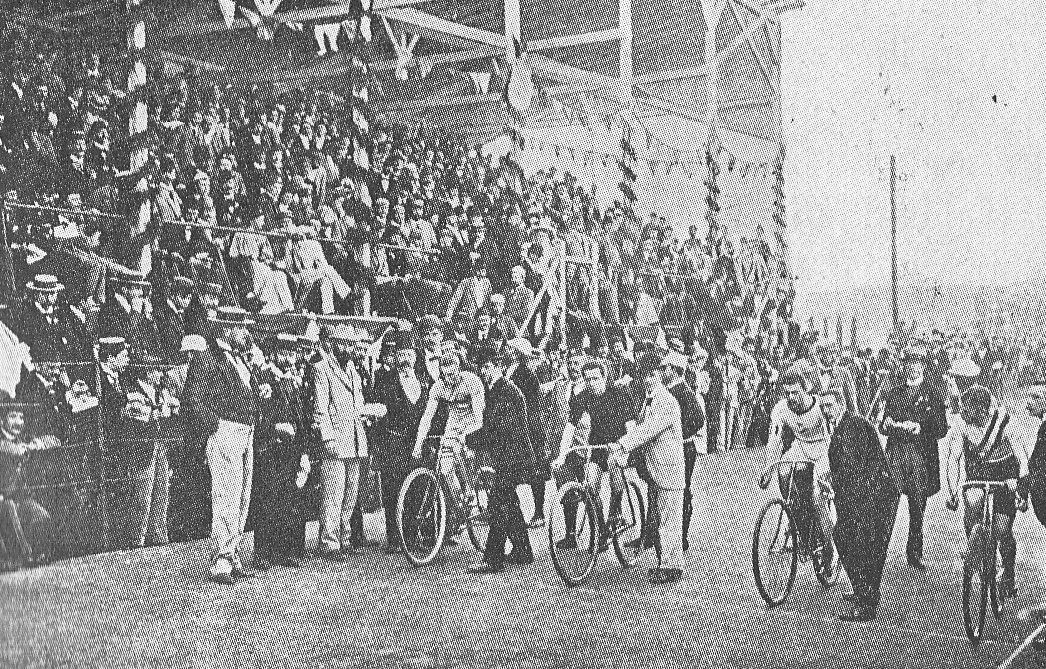
Start zu den Bahnweltmeisterschaften 1895 in Köln, mit Schaaf (2.v.l.)

Johann „Jean“ Schaaf (* 25. Oktober 1874 in Köln; † 21. Oktober 1915 in Bonn) war ein deutscher Radrennfahrer.

## Leben
Jean Schaaf wurde geboren als Sohn des Kölner Kaufmanns Wilhelm Schaaf und seiner Ehefrau Elisabeth Sibilla, geborene Welling.
Bereits mit 14 Jahren war er als Radrennfahrer erfolgreich. 1892 wurde er auf der Riehler Radrennbahn in Köln deutscher Meister über 1000 Meter auf dem Niederrad. Damit war er der erste Kölner Radsportler, der einen deutschen Meistertitel gewann. Drei Jahre später errang er bei den Bahn-Radweltmeisterschaften, die ebenfalls auf der Bahn in Köln stattfanden, die Bronzemedaille im Sprint über eine Meile.
Nach Ende seiner sportlichen Laufbahn übernahm Schaaf 1900 mit der Firma Wilh. Schaaf Sohn die Vertretung der Fahrräder der Pantherwerke. Das Geschäft befand sich in Köln auf dem Hohenzollering 57. 1908 geriet er in die Schlagzeilen, als in Duisburg ein illegales Wettbüro, an dem er beteiligt war, von der dortigen Polizeibehörde geschlossen wurde.
Schaaf starb unverheiratet 1915 – vier Tage vor seinem 41. Geburtstag – in der Bonner Provinzial Heil- und Pflege-Anstalt, was darauf hindeutet, dass er psychisch erkrankt war. Er wurde auf dem Kölner Melaten-Friedhof beigesetzt. Das Grab ist nicht mehr vorhanden.
Bereits in den 1900er Jahren war ein Jean-Schaaf-Gedenkpreis für Radrennen ausgeschrieben worden, der nach dem Ersten Weltkrieg für einige Jahre als Jean-Schaaf-Erinnerungspreis fortgesetzt wurde.